# Джейн Баркмен
Джейн Баркмен (англ. Jane Barkman, 20 вересня 1951) — американська плавчиня.
Олімпійська чемпіонка 1968, 1972 років.